# Space Quest
Space Quest est une série de six jeux vidéo d'aventure qui suivent les aventures d'un concierge malchanceux nommé Roger Wilco, dans sa campagne à travers la galaxie pour défendre « la vérité, la justice et les planchers vraiment propres ».
Initialement créés pour Sierra On-Line par Mark Crowe et Scott Murphy (qui se présentent eux-mêmes comme « les deux gars venus d'Andromède »), les jeux parodient autant la science-fiction comme Star Wars ou Star Trek que les phénomènes populaires de McDonald's à Microsoft. La série se base sur l'humour idiot, fortement centré sur les calembours, et les situations cocasses. Roger Wilco, en éternel « loser », est souvent dépeint comme un opprimé qui sauve pourtant à plusieurs reprises l'univers — pour finalement passer inaperçu ou puni pour une violation mineure du règlement.
Le projet de Space Quest VII fut abandonné en cours de route, au plus grand désarroi des fans de la série.
Un nouveau projet a été lancé en 2012 par les deux créateurs de la série (Scott Murphy et Mark Crowe) pour "un nouveau jeu d'aventure dans l'espace" qui d’après les rumeurs serait un reboot de Space Quest.

## Les jeux
- Space Quest: The Sarien Encounter (1986, version améliorée en 1990)
- Space Quest II: Vohaul's Revenge (1987)
- Space Quest III: The Pirates of Pestulon (1989)
- Space Quest IV: Roger Wilco and the Time Rippers (1991)
- Space Quest V : La Mutation suivante (1993)
- Space Quest VI: The Spinal Frontier (1995)

## Jeux réalisés par des fans
- Space Quest 0: Replicated.
- Space Quest TLC: The Lost Chapter.
- Cosmos Quest - Inspiré de Space Quest.